# スズキ・GSX400FW
GSX400FW（ジーエスエックスよんひゃくエフダブル）は、1980年代に発売された、スズキの中型オートバイ。

## 概要
スズキの400cc水冷DOHC4バルブ第1世代。
GSX400Fを水冷化した直列4気筒水冷4バルブDOHCエンジンを採用し、アッパーカウルを装着した爬虫類的なフォルムが特徴だった。当時の400cc市場での競合車種であるホンダ・VF400F（1982年発売・53馬力）、カワサキ・GPz400（1983年発売・51馬力）・カワサキ・GPz400F（1983年発売・54馬力）、ヤマハ・XJ400Z（1984年発売・55馬力）などが次々と50馬力オーバーするなかで、控えめな50馬力の馬力表示が災いして売れなかった。水冷並列4気筒16バルブ50馬力（2型では59馬力にパワーアップされた）。
姉妹車として、同じ爬虫類スタイルの250cc水冷4気筒GS250FWも発売された。こちらは1気筒あたり2バルブであったため「GSX」でなく「GS」である。なお、スズキの車種の命名には法則があり、GSX400FWの場合は、GSは4サイクルスーパースポーツ車の称号、Xは4バルブ、Fは4気筒、Wは水冷を示す記号となっている。